# Oreocarya setosissima
Oreocarya setosissima är en strävbladig växtart som beskrevs av Edward Lee Greene. Oreocarya setosissima ingår i släktet Oreocarya och familjen strävbladiga växter. Inga underarter finns listade i Catalogue of Life.